# Flesselles
Flesselles ist eine französische Gemeinde mit 1956 Einwohnern (Stand 1. Januar 2022) im Département Somme in der Region Hauts-de-France. Sie gehört zum Arrondissement Amiens und zum Kanton Flixecourt.

## Persönlichkeiten
- Max Lejeune (1909–1995), Politiker, in Flesselles geboren.

## Bildung
Die „école primaire“ in Flesselles ist seit Oktober 2011 Comenius-Partnerschule. Als Schulpartner wurden die Grund- und Mittelschule Altomünster (Bayern) und die „Primary School“ in Crook (England) erklärt. Zum Thema wurde „Healthy Active Citizens Across Europe“ gewählt. Dies betrifft das Leben des gesunden aktiven Bürgers in den Kommunen mit ihren Unterschieden und Gemeinsamkeiten im Schulalltag, in der Freizeitgestaltung, in den täglichen Abläufen, aber auch im Familienleben, den Ernährungsgewohnheiten und den sportlichen Vorlieben und Angeboten in den Heimatgemeinden.

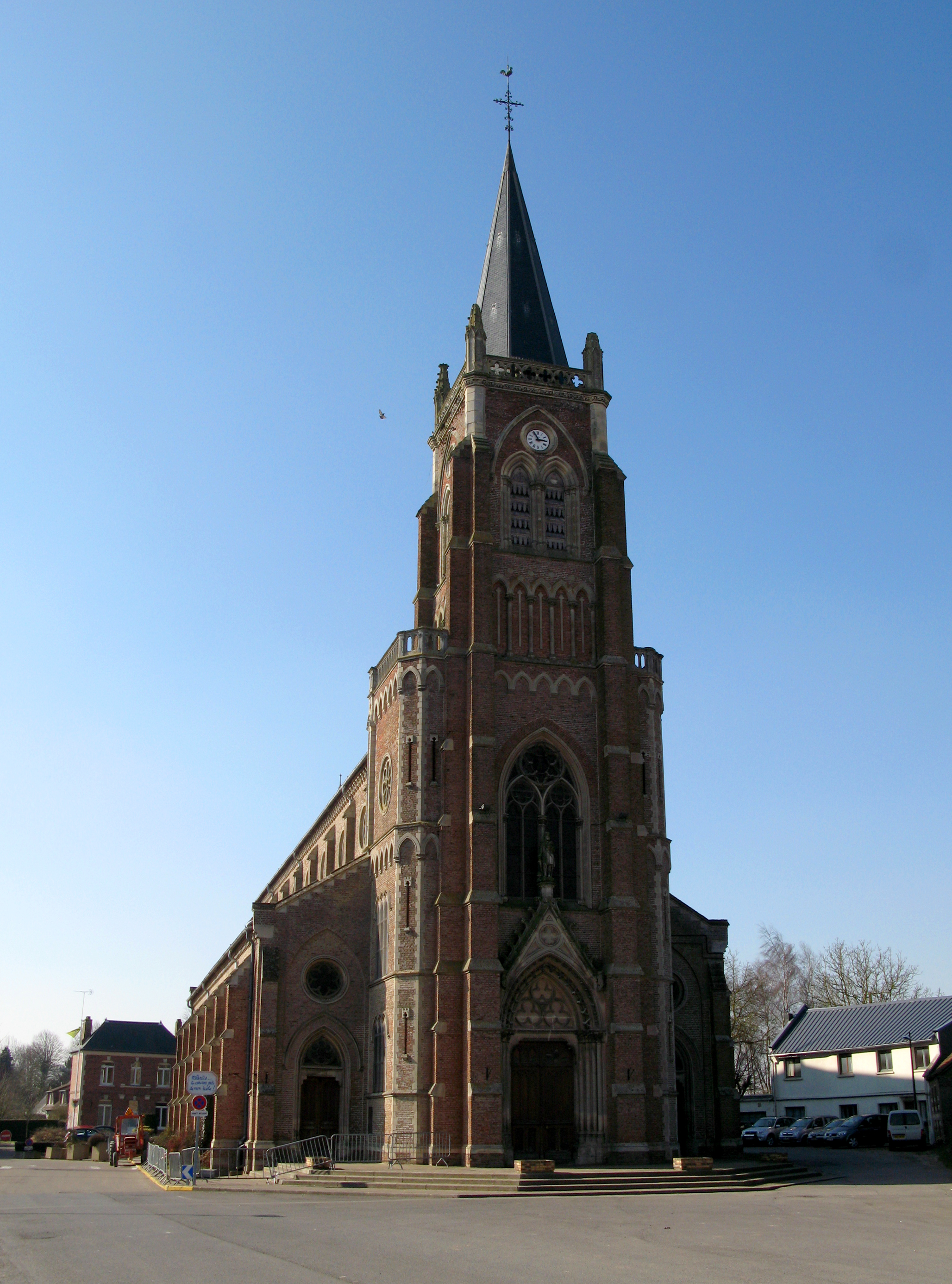
Kirche Saint-Eustache